# Washington Open 1985
Il Washington Open 1985, noto anche come Sovran Bank Classic per motivi di sponsorizzazione, è stato un torneo di tennis giocato sulla terra verde. È stata la 17ª edizione del torneo e faceva parte del Nabisco Grand Prix 1985. Si è giocato al William H.G. FitzGerald Tennis Center di Washington negli Stati Uniti dal 15 al 21 luglio 1985.

## Campioni

### Singolare maschile
Yannick Noah ha battuto in finale  Martín Jaite con il punteggio di 6–4, 6–3.

### Doppio maschile
Hans Gildemeister /  Víctor Pecci hanno battuto in finale  David Graham /  Balázs Taróczy con il punteggio di 6–3, 1–6, 6–4.